# Joe Coburn
Joe Coburn est un boxeur irlandais né le 20 juillet 1835 à Middletown dans le Comté d'Armagh alors au Royaume-Uni de Grande-Bretagne et d'Irlande et mort le 6 décembre 1890 à New York.

## Carrière
Passé professionnel aux États-Unis en 1856, il devient champion d'Amérique des poids lourds le 5 mai 1863 après sa victoire en 67 rounds contre Mike McCoole. Il fera par ailleurs match nul à deux reprises contre Jem Mace en 1871.

## Distinction
- Joe Coburn est membre de l'International Boxing Hall of Fame depuis 2013[1].